# Graham O'Reilly
Pour les articles homonymes, voir O'Reilly.
Graham O'Reilly est un musicien (chanteur, chef d'orchestre, chef de chœur) et musicologue d'origine australienne né le 4 septembre 1947 à Parkes et installé en France. Spécialisé dans la musique de la Renaissance et du début du baroque, il est le directeur musical de l'ensemble européen William Byrd.

## Biographie
Graham O'Reilly fait ses études en Australie (à la Sydney Boys High School puis à l'Université de Sydney) et y commence sa carrière en dirigeant l'opéra La Dafne de Marco da Gagliano en 1970. Après un passage à Londres où il dirige plusieurs ensembles comme The Restoration Musick (musique de Purcell et ses contemporains) et de Psallite (musique anglaise de l’époque de Tudor et du XXe siècle), il s'installe en France en 1982. Il a été membre du Groupe vocal de France de 1982 à 1986 continuant ainsi une carrière de soliste et de chanteur d’ensemble commencée en Angleterre. 
En 1984, il crée le quatuor vocal William Byrd qui se développe pour devenir l'ensemble européen du même nom. Musicologue de formation, il développe avec cet ensemble une véritable réflexion sur les questions de diapason, de tempérament, de transposition, et d'interprétation (où le mot et la dramaturgie a une importance capitale).
L'Ensemble William Byrd se met devant le grand public pour la première fois au Festival de la Chaise Dieu en 1991, où elle interprète le motet à 40 voix de Thomas Tallis, Spem in alium.
Attaché à transmettre ces réflexions au plus grand nombre, il dirige également l'Ensemble vocal de Pontoise, chœur amateur d'une trentaine de choristes, et anime des stages de direction vocale. Il participe également à des conférences, anime des stages de direction vocale, donne des « master-classes » sur le répertoire ancien, et participe à des actions de formation et d’éducation musicales destinées au public de tous âges des master-classes.
Graham O'Reilly est régulièrement invité pour diriger d'autres chœurs (Chœur de Radio France, Chœur du Festival d'Ambronay, chœur musicanti…)

## Discographie

### Avec l'Ensemble européen William Byrd
- 1993 - Orlando Gibbons : The Cries of London
- 1994 - Henry Purcell : Welcome Viceregent
- 1995 - Giovanni Pierluigi da Palestrina : intégrale du Canticum canticorum.
- 1997 - Georg Friedrich Händel : Messe, Trois Chandos Anthems
- 1998 - Georg Friedrich Händel : Dixit Dominus, Nisi Dominus
- 1999 - Domenico Scarlatti : Stabat Mater à dix voix
- 2001 - Allegri : Miserere
- 2003 - Marc-Antoine Charpentier : Le Jugement Dernier H.401, Le Reniement de Saint Pierre H. 424, Salve Regina pour trois choeurs H.24, Litanies de la Vierge H.86, Motet pour les Trépassés H. 311, Transfige dulcissime Jesu H.251. CD Pan Classic
- 2006 - João Rodrigues Esteves : Miserere a tre cori, Messe a 8 vozes, Stabat Mater, Lamentations.
- 2007 - L’Âge d’Or du baroque polonais
- 2007 - Carissimi et les Vanités du monde
- 2009 - Thomas Tallis’s Secret Garden